# Copas musicales

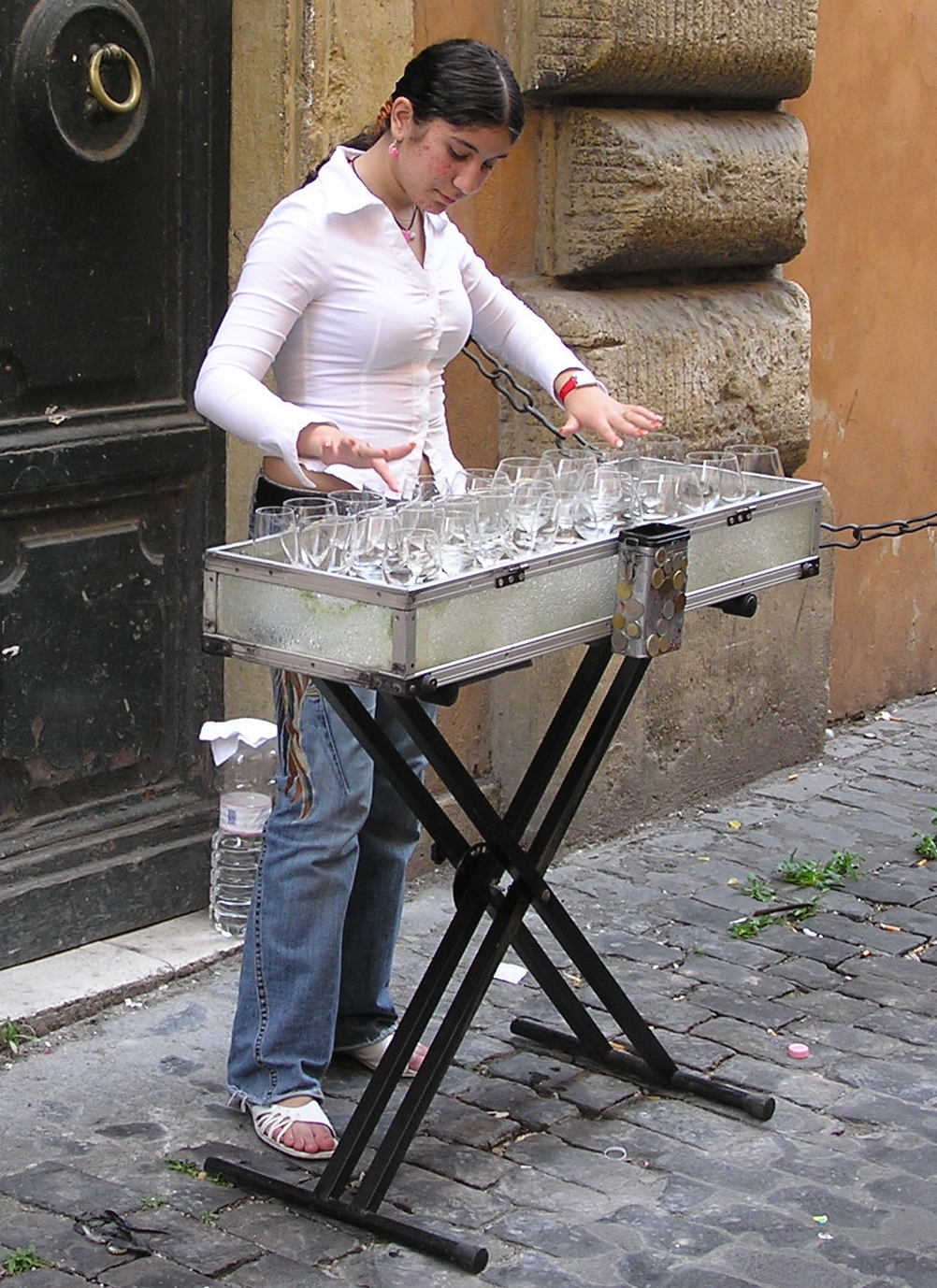
Ejecutante de copas musicales de vidrio

Las copas musicales son un instrumento musical idiófono melódico. Este instrumento consiste en una serie de copas de vidrio, llenadas cada una con agua a diferentes niveles, para lograr diferentes notas musicales. Se ejecuta frotando los bordes de las copas con los dedos. El instrumento fue popular en el siglo XVIII, y se considera como su inventor y su primer virtuoso al irlandés Richard Pockrich (ca. 1695 - 1759). La inglesa Anne Ford (1737 - 1824), discípula suya, publicó las primeras instrucciones para tocarlo.